# Telanganá

Localização de Telanganá

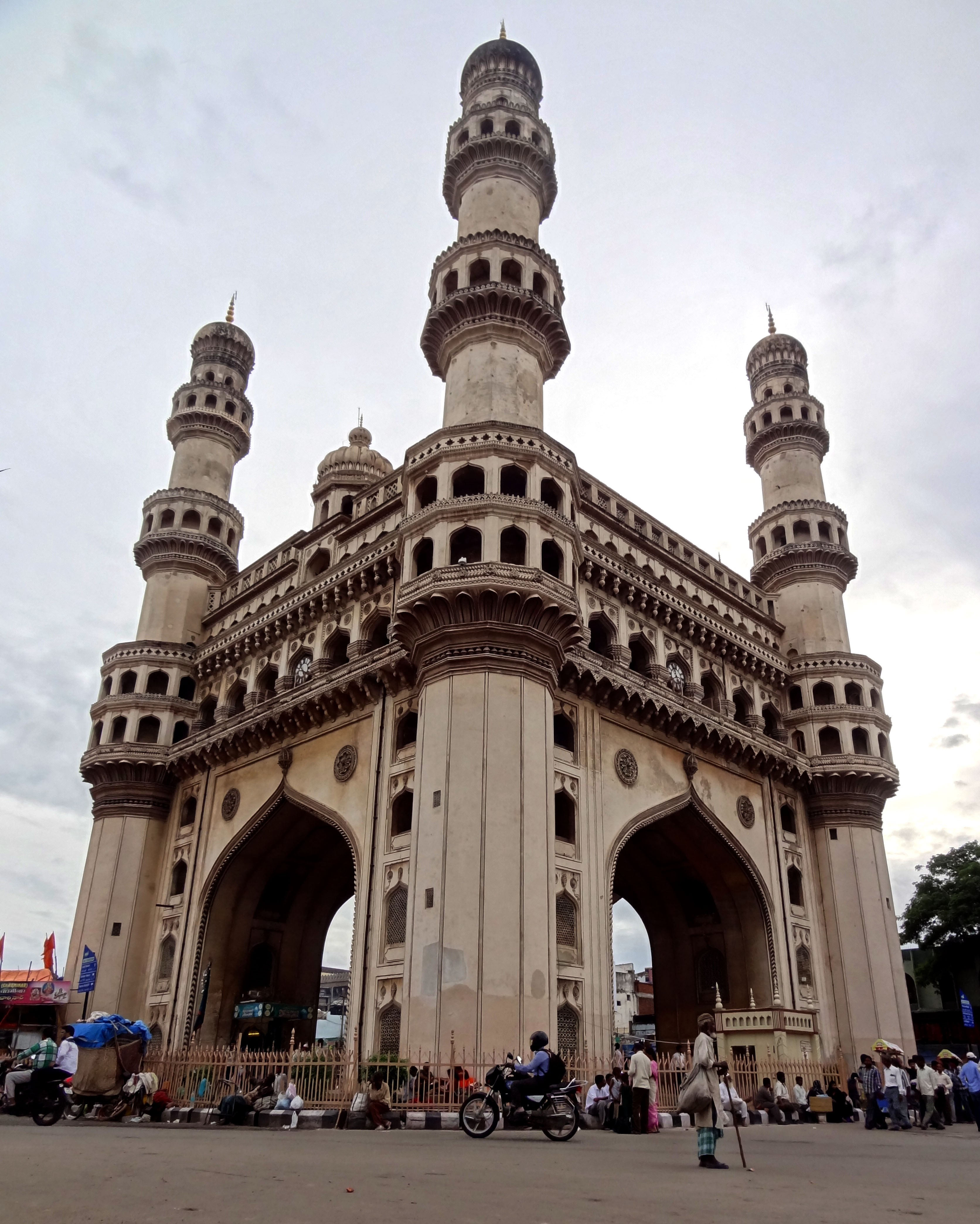
charminar em Haiderabade

Telanganá (língua telugo: తెలంగాణ: Telangana) é um dos 29 estados indianos que se separou de Andra Pradexe em 2 de julho de 2014. Seu nome significa « País de Telugo » e corresponde à área do antigo Estado de Haiderabade onde se falava o telugo. Está situada sobre o planalto do Decão a oeste dos Gates Orientais e compreendeu os distritos de Warangal, Adilabad, Khammam, Mahabubnagar, Nalgonda, Rangareddy, Karimnagar, Nizamabad, Medak e a capital Haiderabade. Os rios Krishna e Godavari atravessam a área de oeste para leste.
Em 9 de dezembro de 2009, o Primeiro-ministro da Índia, Manmohan Singh, anunciou para breve a separação de Telanganá de Andra Pradexe.

## História
A região Télanga já era mencionada no Mahabharata como o reino Telinga, onde se indica ser habitado por tribos chamadas Telavana que teriam combatido ao lado de Pandava quando da grande guerra do Mahabharata. O atual distrito de Warangal, onde os Pandavas viveram exilados (Lakkha Gruham) tem um local chamado Pandavula Guhalu.
Telanganá foi origem de diversas dinastias como os Sathavahana e os Kâkâtiya. Kotilingala em Karimnagar foi a primeira capital dos Sathavahanas antes de ser transferida para Daranicota. Tal fato foi revelado via escavações em Kotilingala que desenterraram moedas cunhadas por ordem de Simukha, imperador de Satavahana. Telanganá passou a ser controlada pelos muçulmanos no século XIV, sob o Sultanato de Déli, depois sendo dominado pelos sultanatos de Bahmani e de Qutb Shahi e ainda pelo Império Mogol. Com a desintegração do Império Mongol  iniciada nos primeiros anos do século XVIII, a dinastia muçulmana de Asaf Jah fundou um reino separado, o principado de Haiderabade. Mais tarde, Haiderabade assinou um tratado de aliança com o Império Britânico e se tornou o maior e mais habitado principado de toda a Índia. Telanganá, entretanto, jamais esteve sob controle direto dos britânicos, ao contrário do que ocorreu com a área litorânea a leste de Andra e em Rayalaseema ao sul, ambos parte de Andra Pradexe, que ficaram sob o domínio da Presidência de Madras no período da Índia Colonial.